# Cremastus longulus
Cremastus longulus är en stekelart som beskrevs av Dasch 1979. Cremastus longulus ingår i släktet Cremastus och familjen brokparasitsteklar. Inga underarter finns listade i Catalogue of Life.